# Club Deportivo Universidad de San Martín de Porres
El Club Deportivo Universidad de San Martín de Porres S.A. (llamado también Club Deportivo USMP, la Universidad San Martín de Porres; o simplemente la USMP, la San Martín, la Universidad San Martín o la San Martín de Porres) es una entidad deportiva peruana de fútbol, cuya sede se ubica en la ciudad de Lima. Fue fundado el 21 de enero de 2004, participa desde 2023 en la Liga 2 tras descender de la Primera División del Perú. Hasta la fecha posee 3 títulos nacionales.

## Historia
Fue fundado a inicios del año 2004 por la Universidad de San Martín de Porres y fue el primer club del Perú que se organizó como una Sociedad Anónima. Ascendió a la Primera División del Perú al comprarle la categoría al club Sport Coopsol, que había campeonado en la Segunda División Peruana.

### 2004-2006: Inicios
En aquella temporada casi descienden a la Segunda División. En el Torneo Apertura bajo la DT. de Oblitas acabó último con 10 puntos, en el Clausura debía hacer 44 puntos para salvarse de la baja, e hicieron 47 con lo que se salvaron en el último partido del año al ganarle 0-1 a Unión Huaral en su estadio, teniendo como técnico al argentino Oscar Malbernat. Terminaron segundos del Clausura, pero no les sirvió para clasificar a algún torneo internacional, pues en el acumulado estuvieron muy relegados.
En el Torneo Apertura 2005 acabaron séptimos luego de un mal arranque, pero la remontada no sirvió para llegar a puestos de honor, cosa que si pasó en el Clausura al quedar segundos, clasificando a la Copa Sudamericana 2006. El 26 y 29 de enero de 2006, el club afronta sus primeros partidos internacionales amistosos, San Martín goleó al entonces subcampeón colombiano Real Cartagena de Colombia por 3-0 jugando de visita en el Estadio Arturo Cumplido Sierra, luego cayó por 5-2 frente al Deportivo Pereira en el Estadio Hernán Ramírez Villegas.
En el Torneo Apertura 2006, luego de una mala racha, Juan Antonio Pizzi fue contratado e hizo que el club llegue a ubicarse entre los clubes de honor, al quedar quinto. Luego en la Copa Sudamericana 2006 fue eliminado por goles de visita ante el Coronel Bolognesi. Perdió 1-0 en Tacna, pero en el Monumental ante 3000 alumnos de la Universidad, ganó 3-2, siendo su primer triunfo en un torneo continental, pero no pudo pasar a la siguiente fase.

### 2007: Primera Corona
El domingo 27 de mayo de 2007 se consagró campeón del Torneo Apertura venciendo 2-1 a Cienciano en el Estadio Inca Garcilaso de la Vega en Cusco.
En junio de 2007, San Martín viajó a Colombia para enfrentar en partido amistoso al Once Caldas el resultado fue de 1-0 a favor de los locales. En julio, durante la para por la Copa América 2007 San Martín participa de un cuadrangular en Lima organizado por el club Sporting Cristal, donde fueron invitados la Liga Deportiva Alajuelense de Costa Rica con quien empató 1-1 y la Universidad Católica de Chile con quien perdió por 4-1. El domingo 16 de diciembre, a pesar de caer 0-2 de local frente a Universitario de Deportes, salió campeón nacional del Campeonato Descentralizado por primera vez en su historia, sin disputar el play off, debido a que el campeón del Torneo Clausura 2007, Bolognesi de Tacna, no se había clasificado en el Apertura entre los primeros puestos. Este título le permitió a la Universidad San Martín participar en la Copa Libertadores 2008.

### 2008: El Bicampeonato
En febrero de 2008, San Martín fue invitado a un cuadrangular de pretemporada realizado en Uruguay llamado Copa Suat, donde le ganó al Tacuary de Paraguay por 1-0 y perdió por penales contra Nacional de Uruguay. En Ecuador la Copa del Pacífico y en Argentina la Copa Ciudad de Santa Fe. En su primera participación en la Copa Libertadores 2008 el equipo debutó con un triunfo sorpresivo contra River Plate por 2-0 que contaba con Ariel Ortega como una de sus figuras, sin embargo perdería los siguientes duelos con la Universidad Católica en Lima por 1-0 y con el América en México por 3-1. En Lima le ganó a las águilas por 1-0 con gol magnífico del uruguayo Mario Leguizamon, pero se despedirira con derrota sobre la Universidad Católica en Chile por 1-0 faltando cinco minutos para finalizar el partido. En su último partido fue goleado por los millonarios en Argentina por 5-0, despidiéndose en el último lugar del Grupo 5 con apenas 6 puntos.
Su participación en el Torneo Apertura 2008 fue importante. Tras un mal arranque logró el tercer lugar. En el Torneo Clausura terminaron como campeones, logrando el bicampeonato nacional del Campeonato Descentralizado debido a que Universitario de Deportes -campeón del Apertura- no logró ubicarse entre los siete primeros, lo que impidió que hubiese una definición entre ambos equipos.

### 2010: Tercera Corona
En el Campeonato Descentralizado 2010 vuelve a consagrarse como campeón, tras derrotar en la final al León de Huánuco. De la mano del entrenador Aníbal Ruiz, empató en Huánuco 1-1 con gol de Alemanno y venció por 2-1 en Lima con goles de Pedro Alexandro García y Pablo Vitti. 
En la temporada 2011 el equipo se mantuvo durante la primera parte de la tabla debajo de los primeros puestos con una racha negativa de 12 partidos sin ganar tanto en el Torneo Descentralizado como en la Copa Libertadores 2011, se rumoreó la salida del DT. Ruiz pero el equipo volvió al triunfo el 7 de mayo de con una sorprendente victoria de 4-0 sobre el puntero de aquel entonces Alianza Lima. De ahí en adelante el equipo santo tuvo una campaña aceptable clasificando a la Copa Sudamericana 2012.

### 2012-2020: El Resurgir
El año 2012 empieza con grandes cambios en el club ya que tras acuerdo de la directiva y el DT Aníbal Ruiz se rescinde su contrato y asume Franco Navarro como nuevo entrenador por toda la temporada.
El 20 de febrero de ese año, luego de una reunión de los directivos del club, a raíz de una huelga de jugadores por problemas en el campeonato profesional, se decidió retirar al Club Deportivo Universidad de San Martín de Porres del campeonato y cerrar el club. Hubo indicios de redimir su accionar, pero tras dos reuniones entre los directivos del club y la Federación Peruana de Fútbol, el club decidió retirarse definitivamente el día 2 de marzo de 2012 debido al estado del torneo peruano como cita el comunicado enviado por el club a la Federación Peruana de Fútbol:

«La causa fundamental del anuncio de nuestro retiro del fútbol profesional, obedece no solo al problema suscitado por la Agremiación y nuestros jugadores, sino también al estado real de algunos clubes e instituciones que persisten reiterativamente en la informalidad absoluta y que ha dado lugar de manera inequívoca a la realización de censurables actos de corrupción que no han tenido respuesta contundente de la ADFP (Asociación Deportiva de Fútbol Profesional) y la FPF (Federación Peruana de Fútbol).»

El día miércoles 7 de marzo, directivos de la SAFAP (Agremiación de Futbolistas Profesionales Perú) se reúnen con los directivos de la Universidad San Martín. Al día siguiente, La Agremiación emite un comunicado oficial ofreciendo las disculpas del caso por las declaraciones de su asesor legal, quien había manifestado que la San Martín buscó una excusa para salirse del fútbol. Mientras que en tienda santa hicieron lo propio por las frases agraviantes de Álvaro Barco. La SAFAP señaló que, iniciará de inmediato las gestiones ante la FPF para lograr que el club santo se incorpore al Torneo Descentralizado bajo todas las garantías normativas, económicas y de control financiero que deben tener un torneo como el peruano.
El 14 de marzo del 2012 después de una asamblea, el club regresa al fútbol profesional, con 12 votos a favor y 2 en contra (Sport Huancayo y Cienciano).
Con Franco Navarro fue presentado técnico de la Universidad San Martín de Porres la campaña fue irregular.
A fines de junio Ángel Cappa asumió a "los santos", que se ubicaban en la 13.ª posición. Finalizó la temporada con 9 victorias, 7 empates y 6 derrotas dejando al equipo en el 8.º lugar del Campeonato Descentralizado 2012, a 1 punto de clasificarse a la Copa Sudamericana 2013. Cappa renunció el 25 de noviembre tras jugar la última fecha del torneo, luego de vencer por 2 a 0 al Sport Huancayo, debido a que los dirigentes no le garantizaban la continuidad de ciertos jugadores importantes del plantel.
En 2013 Aníbal Ruiz vuelve a tomar el cargo de DT. Luego sería reemplazado por Julio César Uribe. En el año 2014 el club disputó la final del Torneo del Inca 2014 con Alianza Lima, donde los blanquiazules ganaron 5-3 en definición por penales. 
Durante los torneos del 2016 al 2018 el club desempeñó campañas irregulares, logrando la undécima posición. En las campañas 2019 y 2020 el club ocupó decimotercer y el decimoprimer puesto respectivamente de la tabla acumulada al finalizar la Liga 1 sin conseguir alguna oportunidad de clasificar a un torneo internacional.

### 2021-2022: Declive y Descenso
En la temporada 2021, el club logró ser campeón de la Liguilla A, de la fase 1. Posteriormente, se enfrenta con Sporting Cristal por el campeonato de la fase 1, cayendo por 0-2. En la fase 2, tras una serie de derrotas sucesivas, se comprometió en la lucha por el descenso. En la penúltima fecha, el club consiguió un triunfo importante por 3-1 contra Alianza Atlético, este resultado lo ayudó a aferrarse a la división profesional. Sin embargo, en la última fecha el club perdió la categoría tras caer de forma contundente 4-0 frente a UTC, ocupando la decimoséptima posición. A pesar de ello, San Martín y Deportivo Binacional presentaron una queja ante el TAS al verse como terceros afectados en el juicio que estaba dándose en ese momento del Cienciano contra Cusco FC. 
El 20 de enero del 2022, el TAS ordenó modificar el resultado entre Cusco FC y Cienciano, lo cual generó un cambio en la tabla de posiciones final. Al día siguiente la FPF declaró que Cusco FC pierde la categoría, Binacional ocupará el puesto 15, mientras que San Martín pasó a ocupar el puesto 16 (puesto para jugar la Revalidación ante el segundo de la Liga 2, Carlos Stein). Pero dado que Carlos Stein ya había jugado la Revalidación y la había ganado en cancha, la FPF en un comunicado final resolvió que resultaba inejecutable que volviese a darse un partido de revalidación porque la temporada 2021 había culminado, con lo que se determinó que la Universidad San Martín conservaba la categoría en la Liga 1 sin la necesidad de tener que jugar el partido antes mencionado, definiéndose así que hayan 19 equipos para la temporada 2022.
Sin embargo, debido a esta resolución, para enfrentar la Liga 1 2022, USMP no realizó pretemporada y contrató jugadores tardíamente. El club tuvo que jugar una gran cantidad de partidos con jugadores de su reserva y por esta razón el equipo tuvo un mal desempeño en el campo, fue muy irregular la mayoría de fechas del torneo y tuvo un récord de partidos consecutivos perdidos en esta temporada, incluyendo un 0-5 ante Alianza Lima por lo que como resultado, el club fue condenado al descenso. En la fecha 17 del Torneo Clausura 2022, el club empató 1-1 con la Universidad César Vallejo. En la fecha 18, el club santo volvió a ser derrotado por 1-2 contra Deportivo Municipal y finalmente descendió a la Liga 2 2023. En su último partido como equipo de Primera División, pierde por 1-2 con el Cienciano.

### 2023-Act: Participaciones en Liga 2
Para el 2023, el club se afilio a la Liga 2, donde tras la fase regular quedó en la séptima posición, entrando a los play-offs de ascenso. En cuartos de final se enfrentó al Deportivo Llacuabamba donde tras ganar de local 1-0, y perder por el mismo marcador de visita (empatando 1-1 en el global), yéndose a la definición por penales donde ganarían por 3-4, clasificando a semifinales.En semifinales se enfrentaron a Alianza Universidad, donde perdieron por 2-3 y 4-1 respectivamente. y con un 6-3 de global, quedándose eliminados y sin posibilidad de ascenso.
Ya en 2024, realizaron fichajes importantes como los de Raziel García, Joazinho Arroé, entre otros. Esperando cumplir el objetivo del ascenso, sin embargo esto nunca paso, a lo contrario, tras quedar entre los tres últimos lugares de la Zona Sur en la Liga 2, tuvieron que disputar el Grupo Descenso para evitar descender a la nueva Liga 3. Finalmente terminaron en la penúltima posición, solo por arriba de Carlos Stein quien fue el que terminó descendiendo a Liga 3 aquel año.

## Participaciones internacionales
En su historia ya tiene seis participaciones internacionales oficiales, tres Copas Sudamericanas versión 2006, 2010 y 2012. Además de tres Copas Libertadores versión 2008, 2009 y 2011.
En la Copa Sudamericana 2006 fue eliminado en la fase preliminar Chile-Perú en su debut histórico perdió 1-0 ante el Coronel Bolognesi FC.
San Martín se clasificó a la Copa Libertadores 2008 donde compartió el grupo 5 con River Plate de Argentina, América de México y Universidad Católica de Chile, quedando eliminado en primera fase.
Con la obtención del torneo peruano Clausura 2008, clasificó nuevamente a la Copa Libertadores 2009 donde compartió el grupo 3 con Nacional de Uruguay, Nacional de Paraguay y con River Plate de Argentina. El 23 de abril de 2009, San Martín hace historia y accede a los octavos de final de la Copa Libertadores 2009 por primera vez en su corto tiempo de creación. Su digna participación en el torneo internacional terminó cuando le tocó enfrentar al mejor primer puesto clasificado para los octavos de final, Grêmio de Porto Alegre, que nunca había sido eliminado en esa instancia del torneo.
Clasificando a la Copa Sudamericana 2010, se enfrenta de visita al Deportivo Quito perdiendo el encuentro por 3-2. En el partido de vuelta en Lima Los santos perdían hasta el minuto 77' con gol de Luis Checa (44') y en dos minutos le dieron vuelta al partido con tantos de Héber Arriola de penal (79'), inmediatamente se peleó con el portero por llevar el balón y fue expulsado; y un gol de chalaca de Germán Alemanno (81') terminando 2-1 y pasando a la siguiente fase donde se enfrentaría al Club Emelec de Ecuador. En Lima, los santos ganaron la ida 2-1, pero en Guayaquil, el cuadro ecuatoriano logra remontar y gana 5-0 dejando fuera al cuadro peruano y pasando a octavos de final.
En la Copa Libertadores 2011, por el Grupo 1, obtuvo su primer triunfo de visitante en competiciones internacionales tras derrotar en Manizales por 0-3 al Once Caldas, equipo que, a su vez, nunca había perdido de local jugando Copa Libertadores. Luego en su segundo partido le ganaron 2-0 al San Luis. Pero de aquí en adelante ya no volvieron a ganar, debido a la crisis de resultados que traían en la Liga Peruana. Los siguientes resultados fueron negativos y el equipo acabó en la tercera posición del Grupo 1, eliminado con solo 6 puntos.

## Uniforme
- Proveedor: Convert Sportwear
- Patrocinador: USMP
- Uniforme titular: Camiseta blanca, pantalón blanco, medias blancas.
- Uniforme alternativo: Camiseta azul, pantalón azul, medias azules.

### Indumentaria y patrocinador
| Período   | Proveedor | Logotipo |
| --------- | --------- | -------- |
| 2004-2006 | Umbro     |          |
| 2007-2008 | Marathon  |          |
| 2009-2017 | Umbro     |          |
| 2018      | Joma      |          |
| 2019-2021 | Umbro     |          |
| 2022      | Shumawa   |          |
| 2023-act. | Convert   |          |

| Período        | Patrocinador                        |
| -------------- | ----------------------------------- |
| 2004-2005      | Building                            |
| 2006-2007      | Ninguno                             |
| 2008/2015-2021 | Universidad de San Martín de Porres |
| 2009-2014      | Herbalife                           |
| 2022           | DoradoBet                           |
| 2023-act.      | MUR AJANI                           |

### Evolución del uniforme

#### Titular
| 2004 | 2005-2008 | 2009 | 2010 | 2011 | 2012 | 2013 | 2014 | 2015 | 2016 |

| 2017 |  | 2018 | 2019 |  | 2020 - 2021 |  | 2021 (Femenino) |  | 2022 | 2023 | 2024 | 2025 |

#### Alternativo
| 2004 | 2005-2008 | 2009 | 2010 | 2011 | 2012 | 2013 | 2014 | 2015 | 2016 |

| 2017 |  | 2018 | 2019 | 2020-2021 |  | 2021 (Femenino) | 2022 | 2023 | 2024 | 2025 |

## Estadio
La Universidad San Martín de Porres no cuenta con estadio propio, por lo que para sus compromisos de local juega en diversos estadios de Lima Metropolitana. Desde su incursión en el fútbol profesional, la San Martín ha utilizado seis estadios:
- Estadio Alberto Gallardo (Lima)
- Estadio Alejandro Villanueva (Lima)
- Estadio Monumental (Lima)
- Estadio Nacional (Lima)
- Estadio Iván Elías Moreno (Lima)
- Estadio Miguel Grau (Callao)

Desde agosto de 2017, la Universidad San Martín de Porres ha ejercido de local principalmente en el Estadio Alberto Gallardo.
Desde la temporada 2022 ejerció de local en el Estadio Iván Elías Moreno (Lima).
Ahora, desde el mes de junio del 2025 ejerce de local en su propio estadio de la Villa Deportiva de la Universidad San Martín de Porres.

## Datos del club
- Fundación: 21 de enero de 2004
- Puesto histórico en Perú: 10.º[26]
- Temporadas en Primera División: 19 (2004-2022)
- Temporadas en Seguna División: 3 (2023-Act.)
- Mayor goleada conseguida:
  - En campeonatos nacionales de local:
    - Universidad San Martín de Porres 7:1 Melgar (Torneo Clausura 2005).
    - Universidad San Martín de Porres 6:0 San Simón (Torneo Clausura 2014).
    - Universidad San Martín de Porres 6:0 Universidad Técnica de Cajamarca (Liguillas 2016).

  - En campeonatos nacionales de visita: Alianza Lima 0:5 Universidad San Martín de Porres (Torneo Clausura 2007).
  - En campeonatos nacionales en cancha neutral:
    - Universidad San Martín de Porres 3:1 Alianza Atlético (Torneo Clausura 2021).
    - Carlos Stein 0:2 Universidad San Martín de Porres (Torneo Clausura 2020).
    - Atlético Grau 0:2 Universidad San Martín de Porres (Torneo Clausura 2020).
    - Melgar 0:2 Universidad San Martín de Porres (Torneo Apertura 2021).

  - En campeonatos internacionales de local: Universidad San Martín 2:0  River Plate (Copa Libertadores 2008) / Universidad San Martín de Porres 2:0  San Luis (Copa Libertadores 2011).
  - En campeonatos internacionales de visita: Once Caldas  0:3 Universidad San Martín de Porres (Copa Libertadores 2011).
- Mayor goleada recibida:
  - En campeonatos nacionales de local:
    - Universidad San Martín de Porres 0:5 Alianza Lima (Torneo Clausura 2022).
    - Universidad San Martín de Porres 1:5 Sporting Cristal (Torneo de Verano 2018).
    - Universidad San Martín de Porres 1:5 UTC (Torneo Clausura 2022).

  - En campeonatos nacionales de visita: Deportivo Binacional 6:0 Universidad San Martín de Porres (Torneo Apertura 2019).
  - En campeonatos nacionales en cancha neutral: Melgar 6:0 Universidad San Martín de Porres (Torneo Clausura 2021).
  - En campeonatos internacionales de local: Universidad San Martín de Porres 1:3  Grêmio (Copa Libertadores 2009) / Universidad San Martín de Porres 0:2  Once Caldas (Copa Libertadores 2011).
  - En campeonatos internacionales de visita: River Plate  5:0 Universidad San Martín de Porres (Copa Libertadores 2008) / Emelec  5:0 Universidad San Martín de Porres (Copa Sudamericana 2010).
- Mejor puesto en Primera División: 1.º (3 veces)
- Peor puesto en Primera División: 18.º (2022)
- Mejor puesto en Segunda División: 7.º (2023)
- Peor puesto en Segunda División: 11.º (2024)
- Mejor participación internacional: Octavos de final (Copa Libertadores 2009).
- Máximo goleador: Pedro García. 74 goles en 219 partidos.
- Ranking Mundial de Clubes: No aparece.[27]
- Portero con más minutos invictos: Leao Butrón.
- Técnico con más títulos nacionales: Víctor Rivera con 2 títulos.
- Participaciones internacionales:

| Torneo                           | Edición           |
| Copa Libertadores de América (3) | 2008, 2009, 2011. |
| Copa Sudamericana (3)            | 2006, 2010, 2012. |

### Por competición
| Torneo                       | TJ | PJ | PG | PE | PP | GF | GC | DG  | Puntos | Mejor desempeño  |
| ---------------------------- | -- | -- | -- | -- | -- | -- | -- | --- | ------ | ---------------- |
| Copa Libertadores de América | 3  | 20 | 6  | 2  | 12 | 19 | 35 | –16 | 20     | Octavos de final |
| Copa Sudamericana            | 3  | 8  | 3  | 1  | 4  | 10 | 15 | –5  | 10     | Segunda fase     |
| Total                        | 6  | 28 | 9  | 3  | 16 | 29 | 50 | –21 | 30     | —                |

Estadísticas actualizadas hasta la Copa Sudamericana 2012.

## Jugadores

### Altas y bajas 2025
| Altas         |          |                     |      |
| Futbolista    | Posición | Procedencia         | Tipo |
| Kevin Sánchez | DEL      | Los Chankas CYC     |      |
| Kevin Peña    | MED      | Comerciantes Unidos |      |
| Edhu Oliva    | MED      | Alianza UDH         |      |

| Bajas               |          |              |      |
| Futbolista          | Posición | Destino      | Tipo |
| Antonio Yáñez       | DEF      | Llacuabamba  |      |
| Jean Pierre Mendoza | DEF      | Llacuabamba  |      |
| Tarek Carranza      | MED      | Santos FC    |      |
| Héctor Zeta         | DEL      | FC Cajamarca |      |

## Entrenadores

### Historial de entrenadores
| Nombre                   | País                                        | Desde                    | Hasta                    | PJ  | G  | E  | P  | GF  | GC  | Pts. | Competición |
| ------------------------ | ------------------------------------------- | ------------------------ | ------------------------ | --- | -- | -- | -- | --- | --- | ---- | --- |
| Juan Carlos Oblitas      | Bandera de Perú                             | 29 de febrero de 2004    | 25 de abril de 2004      | 11  | 1  | 2  | 8  | 10  | 22  | 5    | Descentralizado 2004 |
| Jorge Machuca            | Bandera de Perú                             | 2 de mayo de 2004        | 23 de mayo de 2004       | 7   | 0  | 1  | 6  | 4   | 13  | 1    | Descentralizado 2004 |
| Fernando Cuéllar         | Bandera de Perú                             | 9 de junio de 2004       | 20 de junio de 2004      | 4   | 0  | 1  | 3  | 4   | 9   | 1    | Descentralizado 2004 |
| César Chávez-Riva        | Bandera de Perú                             | 31 de julio de 2004      | 22 de agosto de 2004     | 4   | 1  | 0  | 3  | 3   | 6   | 3    | Descentralizado 2004 |
| Óscar Malbernat          | Bandera de Argentina                        | 12 de septiembre de 2004 | 8 de mayo de 2005        | 36  | 15 | 8  | 13 | 47  | 38  | 53   | Descentralizado 2004 Descentralizado 2005                                                                               |
| Mario Flores             | Bandera de Perú                             | 11 de mayo de 2005       | 11 de mayo de 2005       | 1   | 0  | 1  | 0  | 1   | 1   | 1    | Descentralizado 2005 |
| Víctor Rivera            | Bandera de Perú                             | 15 de mayo de 2005       | 31 de julio de 2005      | 13  | 7  | 3  | 3  | 20  | 13  | 24   | Descentralizado 2005 |
| Rafael Castillo          | Bandera de Perú                             | 6 de agosto de 2005      | 2 de abril de 2006       | 33  | 18 | 7  | 8  | 51  | 33  | 61   | Descentralizado 2005 Descentralizado 2006                                                                               |
| Víctor Rivera            | Bandera de Perú                             | 16 de abril de 2006      | 16 de abril de 2006      | 1   | 0  | 1  | 0  | 2   | 2   | 1    | Descentralizado 2006 |
| Juan Antonio Pizzi       | Bandera de Argentina                        | 23 de abril de 2006      | 26 de noviembre de 2006  | 33  | 13 | 8  | 12 | 36  | 38  | 47   | Descentralizado 2006 Sudamericana 2006                                                                                  |
| Víctor Rivera            | Bandera de Perú                             | 2 de diciembre de 2006   | 3 de septiembre de 2009  | 143 | 65 | 40 | 38 | 215 | 146 | 235  | Descentralizado 2006 Descentralizado 2007 Libertadores 2008 Descentralizado 2008 Libertadores 2009 Descentralizado 2009 |
| Gustavo Matosas          | Bandera de Uruguay                          | 4 de septiembre de 2009  | 25 de diciembre de 2009  | 14  | 6  | 4  | 4  | 19  | 14  | 22   | Descentralizado 2009 |
| Aníbal Ruiz              | Bandera de Uruguay                          | 18 de enero de 2010      | 4 de diciembre de 2011   | 86  | 46 | 16 | 24 | 146 | 86  | 154  | Descentralizado 2010 Copa Sudamericana 2010 Descentralizado 2011 Libertadores 2011                                      |
| Franco Navarro           | Bandera de Perú                             | 5 de diciembre de 2011   | 24 de junio de 2012      | 17  | 6  | 4  | 7  | 20  | 22  | 22   | Descentralizado 2012 |
| Orlando Lavalle          | Bandera de Perú                             | 25 de junio de 2012      | 4 de julio de 2012       | 2   | 0  | 1  | 1  | 1   | 2   | 1    | Descentralizado 2012 |
| José Espinoza            | Bandera de Perú                             | 5 de julio de 2012       | 12 de julio de 2012      | 3   | 1  | 0  | 2  | 6   | 9   | 3    | Descentralizado 2012 |
| Ángel Cappa              | Bandera de Argentina                        | 13 de julio de 2012      | 25 de noviembre de 2012  | 24  | 9  | 8  | 7  | 23  | 21  | 35   | Descentralizado 2012 Copa Sudamericana 2012                                                                             |
| Aníbal Ruiz              | Bandera de Uruguay                          | 5 de diciembre de 2012   | 14 de abril de 2013      | 9   | 0  | 3  | 6  | 6   | 17  | 3    | Descentralizado 2013 |
| Orlando Lavalle          | Bandera de Perú                             | 16 de abril de 2013      | 14 de mayo de 2013       | 6   | 1  | 1  | 4  | 4   | 8   | 4    | Descentralizado 2013 |
| Julio César Uribe        | Bandera de Perú                             | 15 de mayo de 2013       | 21 de noviembre de 2014  | 70  | 26 | 16 | 28 | 102 | 94  | 94   | Descentralizado 2013 Torneo del Inca 2014 Descentralizado 2014                                                          |
| Orlando Lavalle          | Bandera de Perú                             | 22 de noviembre de 2014  | 30 de noviembre de 2014  | 4   | 2  | 1  | 1  | 9   | 3   | 7    | Descentralizado 2014 |
| Cristian Leonel Díaz     | Bandera de Argentina                        | 3 de enero de 2015       | 30 de noviembre de 2015  | 44  | 16 | 8  | 18 | 43  | 47  | 57   | Descentralizado 2015 |
| José Guillermo del Solar | Bandera de Perú                             | 4 de enero de 2016       | 16 de diciembre de 2016  | 44  | 15 | 10 | 19 | 61  | 72  | 55   | Descentralizado 2016 |
| Orlando Lavalle          | Bandera de Perú                             | 3 de enero de 2017       | 3 de diciembre de 2017   | 44  | 14 | 8  | 22 | 63  | 74  | 50   | Descentralizado 2017 |
| Carlos Bustos            | Bandera de Argentina                        | 26 de diciembre de 2017  | 28 de noviembre de 2019  | 82  | 22 | 35 | 25 | 99  | 111 | 99   | Descentralizado 2018 Liga 1 2019 Copa Bicentenario 2019                                                                 |
| Héctor Bidoglio          | Bandera de Argentina · Bandera de Venezuela | 14 de diciembre de 2019  | 15 de marzo de 2021      | 28  | 10 | 7  | 11 | 32  | 37  | 37   | Liga 1 2020 |
| José Espinoza            | Bandera de Perú                             | 16 de marzo de 2021      | 29 de marzo de 2021      | 2   | 1  | 0  | 1  | 2   | 3   | 3    | Liga 1 2021 |
| César Payovich           | Bandera de Uruguay                          | 30 de marzo de 2021      | 20 de septiembre de 2021 | 20  | 5  | 5  | 10 | 14  | 26  | 20   | Liga 1 2021 Copa Bicentenario 2021                                                                                      |
| José Espinoza            | Bandera de Perú                             | 20 de septiembre de 2021 | 31 de diciembre de 2021  | 8   | 2  | 1  | 5  | 6   | 17  | 7    | Liga 1 2021 |
| Juan José Luvera         | Bandera de Argentina                        | 27 de enero de 2022      | 5 de abril de 2022       | 8   | 1  | 0  | 7  | 6   | 21  | 3    | Liga 1 2022 |
| Víctor Rivera            | Bandera de Perú                             | 6 de abril de 2022       | 19 de septiembre de 2022 | 21  | 4  | 4  | 13 | 26  | 45  | 16   | Liga 1 2022 |
| Orlando Lavalle          | Bandera de Perú                             | 19 de septiembre de 2022 | 17 de febrero de 2023    | 7   | 0  | 2  | 5  | 6   | 18  | 2    | Liga 1 2022 |
| Duilio Cisneros          | Bandera de Perú                             | 21 de febrero de 2023    | 18 de julio de 2024      | 46  | 14 | 15 | 17 | 57  | 59  | 57   | Liga 2 2023 Liga 2 2024                                                                                                 |
| Raúl Penalillo           | Bandera de Perú                             | 19 de julio de 2024      | 16 de agosto de 2024     | 1   | 0  | 1  | 0  | 1   | 1   | 1    | Liga 2 2024 |
| Víctor Rivera            | Bandera de Perú                             | 17 de agosto de 2024     | 10 de julio de 2025      | 19  | 8  | 4  | 7  | 20  | 24  | 28   | Liga 2 2024 Liga 2 2025                                                                                                 |
| Paul Cominges            | Bandera de Perú                             | 14 de julio de 2025      | -                        | 4   | 0  | 1  | 3  | 2   | 7   | 1    | Liga 2 2025 |

## Palmarés
Nota: en negrita competiciones vigentes en la actualidad.

### Fútbol
| Títulos oficiales | Nacionales                                         | Nacionales | Total |   |   |
| ----------------- | -------------------------------------------------- | ---------- | ----- | - | - |
| Títulos oficiales | Club Deportivo Universidad de San Martín de Porres | 3          | Total | 2 | 5 |

Actualizado a la fecha Setiembre de 2023.

#### Torneos nacionales (3)
| Competición nacional            | Títulos           | Subcampeonatos |
| ------------------------------- | ----------------- | -------------- |
| Primera División del Perú (3/0) | 2007, 2008, 2010. |                |

Torneos cortos (2):
| Competición nacional  | Títulos | Subcampeonatos |
| --------------------- | ------- | -------------- |
| Torneo Apertura (1/1) | 2007.   | 2021.          |
| Torneo Clausura (1/2) | 2008.   | 2004, 2005.    |
| Torneo del Inca (0/1) |         | 2014.          |

Torneos nacionales de menores:
| Competición nacional              | Títulos       | Subcampeonatos  |
| --------------------------------- | ------------- | --------------- |
| Torneo de Promoción y Reserva (2) | 2013, 2015-3. | 2010, 2012. (2) |

Torneos amistosos:
| Competición nacional    | Títulos | Subcampeonatos |
| ----------------------- | ------- | -------------- |
| Copa Ciudad de Trujillo | 2010.   |                |

### Fútbol Sala

#### Torneos nacionales
| Competición nacional                | Títulos | Subcampeonatos |
| ----------------------------------- | ------- | -------------- |
| Primera División de Fútbol Sala (1) | 2007.   |                |

## Filiares

### División de Menores
Son las encargados de la formación de las canteras del club. Muchos jugadores juveniles compiten en torneos internos y campeonatos juveniles organizados por equipos de la capital. Pero también en los Torneos de Asociación, Copa Federación u otros, para generar mayor competitividad. Muchos de los jugadores formados, pasan a integrar al equipo de Promoción y Reserva.
- División de Menores-Club USMP.

### Equipo de Promoción y Reserva
Es el cuadro fundado en el 2010 con los mejores jugadores de las canteras del club, para su participación en la Torneo de Promoción y Reserva creado por la FPF. El Club Deportivo USMP fue subcampeón de la primera edición del campeonato de reservas en el 2010. A su vez, logró el bicampeonato en las temporadas 2013 y 2015. La mayoría de jugadores llegan a formar parte del plantel primer equipo profesional.

### Club Deportivo ALMA MATER USMP
Es una institución formada en el 2019. Inicialmente se dedica a la formación de jugadores. También participa en los campeonatos organizados por clubes limeños y de la Copa Federación. En el mismo año, la institución forma un equipo principal y se afilia en la Segunda División Distrital de San Isidro. El club campeona y asegura su participación en la primera división del distrito. En la temporada 2022, fue una campaña regular y salvando del descenso.
Para la temporada 2023, el Club Deportivo ALMA MATER USMP, viene ocupando entre los cuatro mejores puestos de la liga y con las expectativas de clasificar a las Interligas de Lima.   
- Club Deportivo ALMA MATER USMP.
- Primera División de San Isidro 2022.
- Primera División de San Isidro 2023.

### Atlético San Martín de Porres F.C.
Es una institución formada en el 2022. En sus inicios se dedica en la formación de canteras de jugadores. Además, participa en campeonatos de fútbol de categoría de menores organizados por el distrito, equipos limeños u organizaciones deportivas. Para el presente año, el club se afilia y participa en la segunda división distrital de San Martín de Porres. El emblema es el mismo que de la U. San Martín (la versión primaria). La indumentaria principal que utiliza de color granate. El uniforme alterno es la camiseta blanca con rayas granates, shorts y medias granate.
- Atlético San Martín de Porres F.C..
- Segunda División de San Martín de Porres 2023.

### Club de Voley Universidad San Martín de Porres
La Asociación Deportiva Universidad de San Martín de Porres es un equipo de voleibol femenino, es uno de los integrantes de la Liga Nacional Superior de Voleibol del Perú.